# Arnold Dietrich Tidemann
Arnold Dietrich Tidemann (* 26. Oktober 1756 in Bremen; † 14. April 1821 ebenda) war ein Jurist sowie Senator und Bürgermeister der Stadt Bremen.

## Biografie
Tidemann war der Sohn des Notars Johann Friedrich Tidemann. Er war verheiratet mit der Senatorentochter Margaretha von dem Busch, mit welcher er sechs Kinder hatte.
Er absolvierte ab 1774 das Gymnasium Illustre in Bremen. Nach dem Abitur studierte er ab 1776 Rechtswissenschaften. Tidemann promovierte 1776 zum Dr. jur. 1779 an der Universität Rinteln.
1792 wurde er Ratsherr (ab 1813 Senator genannt). Vom 25. Juli 1818 bis zum 14. April 1821 war er als Nachfolger von Christian Abraham Heineken Bremer Bürgermeister und schied mit seinem Tod aus dem Amt.